# Sucre (waluta)

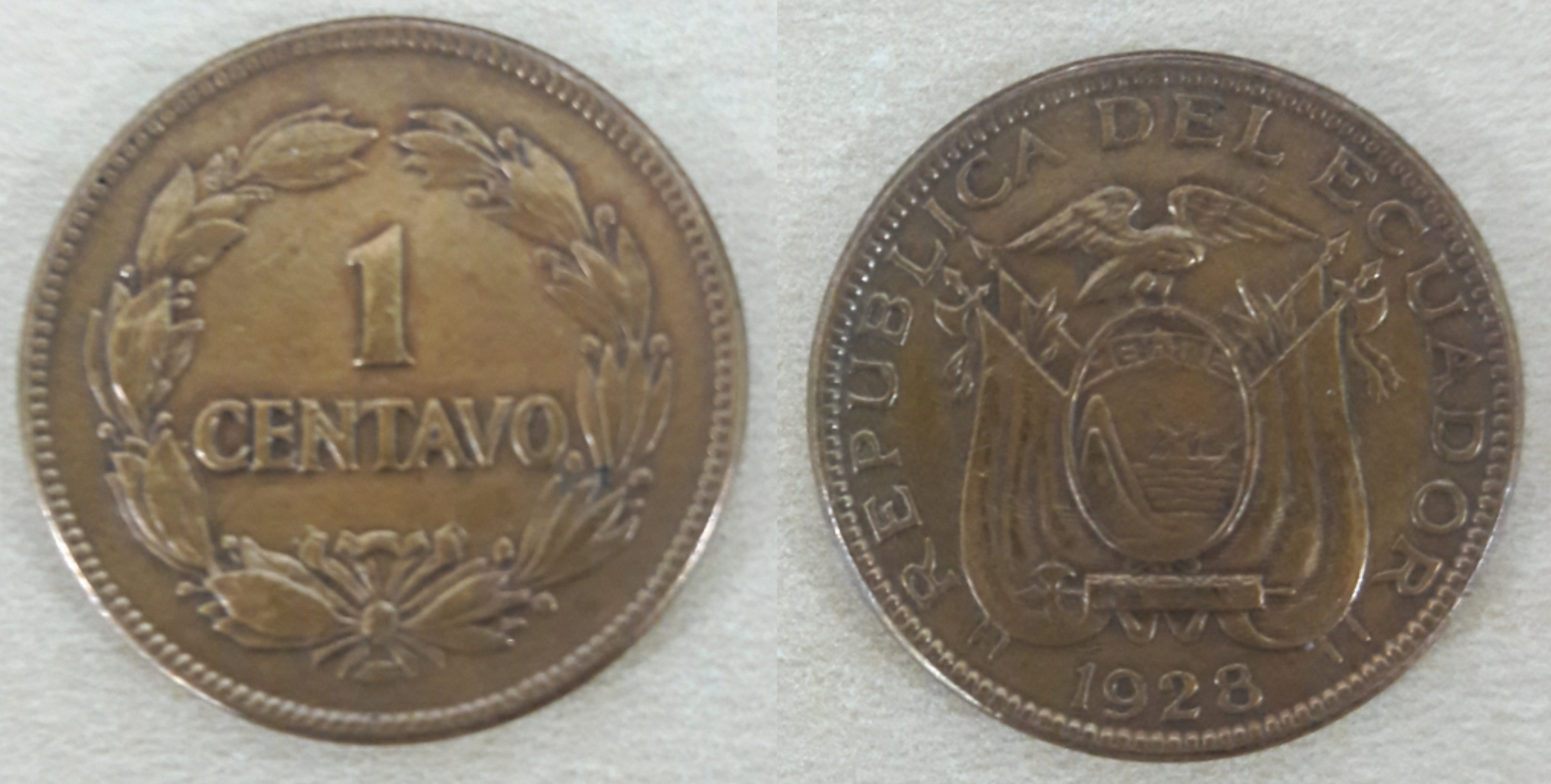
1 centavo 1928

Sucre – waluta Ekwadoru w latach 1872-2000.
W 1872 wprowadzono w Ekwadorze dziesiętny system walutowy. Oficjalną walutą państwową został sucre, który dzielił się na 100 centavo. Nazwa monety pochodzi od bohatera narodowego Ekwadoru - generała Antonio José de Sucre. Podstawowym wzorem na monetach był portret generała i godło państwowe. W 1995 weszły do obiegu pierwsze monety bimetaliczne, czyli składające się z dwóch metali, ze środkiem z pokrytej brązem stali i pierścieniem ze stali powleczonej niklem, o nominałach 100 i 500 sucre. Główną mennicą, w której wybijano po raz ostatni sucre, była Mennica Królewska w Wielkiej Brytanii, przedtem wybijano je również w USA i w Peru, a w XIX wieku też w Ekwadorze. Pierwsze pieniądze papierowe wprowadzono w Ekwadorze w 1928. Przed wycofaniem sucre z obiegu najwyższy nominał miał 50 000 sucre.
W styczniu 2000 prezydent Jamil Mahuad zapowiedział - z powodu kryzysu gospodarki - częściowe wprowadzenie dolara amerykańskiego jako waluty dla dużych transakcji. Sucre miał pozostać jedynie w handlu detalicznym, jednak później został wycofany z obiegu całkowicie.
Obecnie nazwę SUCRE nosi waluta regionalna używana przez kraje ALBA.
| Obverse & Reverse | Value (S/.) | Dimensions  | Predominant color | Depicted celebrity (obverse)                      |
| ----------------- | ----------- | ----------- | ----------------- | ------------------------------------------------- |
|                   | 5           | 140 x 65 mm | Red               | Antonio José de Sucre                             |
|                   | 10          | 140 x 65 mm | Blue              | Sebastián de Belalcázar                           |
|                   | 20          | 140 x 65 mm | Cream             | la Compañía de Jesús, Quito                       |
|                   | 50          | 140 x 65 mm | Green             | Monumento a los Proceres del 9 de octubre de 1820 |
|                   | 100         | 140 x 65 mm | Purple            | Simon Bolivar                                     |
|                   | 500         | 140 x 65 mm | Blue              | Dr. Eugenio de Santa Cruz y Espejo                |
|                   | 1000        | 140 x 65 mm | Green             | Rumiñahui                                         |
|                   | 5,000       | 140 x 65 mm | Brown + purple    | Juan Montalvo                                     |
|                   | 10,000      | 140 x 65 mm | Brown + green     | Vicente Rocafuerte                                |
|                   | 20,000      | 140 x 65 mm | Brown + blue      | Gabriel Garcia Moreno                             |
|                   | 50,000      | 140 x 65 mm | Brown + orange    | Eloy Alfaro                                       |